# Чэнь Цзюньшэн
Чэнь Цзюньшэн (11 мая 1927, уезд Хуачуань пров. Гирин (после Второй мировой войны эти земли были выделены в отдельный уезд Хуанань и вошли в состав провинции Хэйлунцзян) — 08.08.2002, Пекин) — китайский политик.
Член КПК с 1947 года, член ЦК КПК 13-14 созывов.
Депутат ВСНП 6 созыва (1983—1988).

## Биография
По национальности ханец.
В 1949 году личный секретарь главы парткома пров. Хэйлунцзян.
В годы культурной революции в 1967—1970 гг. занимался ручным трудом.
В 1973-84 годах заместитель, глава исследовательской канцелярии провинциального парткома; заместитель, глава главной канцелярии провинциального парткома; член посткома и ответсекретарь провинциального парткома и с 1978 года одновременно секретарь Цицикарского горкома КПК. В 1981-84 гг. один из секретарей провинциального парткома.
До 1984 года работал в родной пров. Хэйлунцзян.
В 1984—1985 гг. зампред ВФП.
В 1985—1988 годах ответственный секретарь Госсовета КНР.
В 1988—1998 годах член Госсовета КНР.
В 1995-98 годах глава Всекитайской федерации снабженческих и торговых кооперативов (ВСССК), сменил его на этом посту Бай Личэнь.
В 1998—2003 годах зампред и замглавы парткома ВК НПКСК 9 созыва.